# Bayview (Humboldt County, Kalifornien)
|  | Dieser Artikel wurde aufgrund von inhaltlichen Mängeln auf der Qualitätssicherungsseite des Projektes USA eingetragen. Hilf mit, die Qualität dieses Artikels auf ein akzeptables Niveau zu bringen, und beteilige dich an der Diskussion! Eine nähere Beschreibung der zu behebenden Mängel fehlt. |

Bayview ist eine Stadt im Humboldt County im US-Bundesstaat Kalifornien, Vereinigte Staaten. Das U.S. Census Bureau hat bei der Volkszählung 2020 eine Einwohnerzahl von 2.619 ermittelt. Die geographischen Koordinaten sind: 40,78° Nord, 124,18° West.